# مركبة فضائية

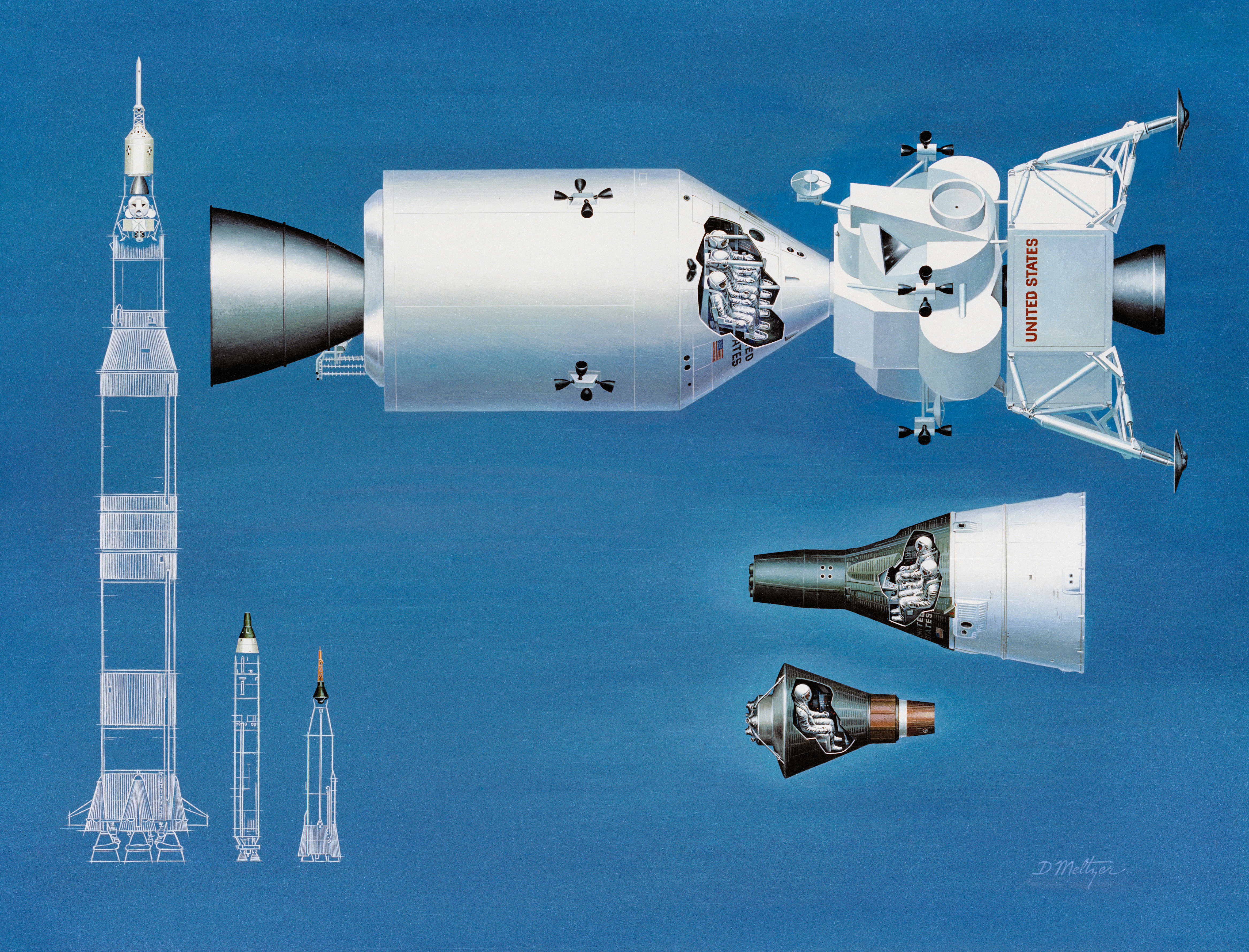
مقارنة بين مركبات الفضاء الأمريكية أبولو، وجيميني وميركوري.

المركبة الفضائية هي مركبة تكون عادة مأهولة برائد فضاء أو أكثر قادرة على الوصول إلى الفضاء الخارجي، محمولة على صاروخ قوي يقلع بها. منها ما حمل رواد فضاء إلى القمر مثل مركبة القيادة ووحدة الخدمة أو مركبة الهبوط على القمر. وينتمي إليها أيضا مكوك الفضاء المأهول ويحمل معه الأقمار الاصطناعية والمعدات وأحيانا يقوم طاقمه إطلاق تلسكوب أو القيام بعمليات الصيانة في الفضاء كما تم ذلك عند إصلاح تلسكوب هابل الفضائي. ويستطيع المكوك أن ينقل إلى الفضاء ما حمولته 32 طن. ومن أهم مميزات هذه المركبة هو أنه يعاد استخدامها جزئيا، فالمكوك الفضائي مركبة مكونة من ثلاثة أقسام رئيسية:
- المركبة المأهولة التي تطوف في الفضاء ويطلق عليها اسم المكوك
- خزان خارجي للوقود السائل
- صاروخان بالوقود الصلب للدفع.

يبدأ المكوك إقلاعه بشكل عمودي كالصاروخ التقليدي، ثم يتم فصل الصاروخان العاملين بالوقود الصلب بعد نفاد الوقود، ويستمر المكوك في الصعود بقوة دفعه بمساعدة خزان الوقود الخارجي، حتى تصل المركبة الفضائية وحدها إلى الفضاء الخارجي وينفصل الخزان الفارغ ويسقط في المحيط. وذلك بعدما تتم دورتها المغزلية حول الأرض لاكتساب سرعة الهروب من الجاذبية الأرضية وتقدر ب 11.93 كم/ث. وبعد أن يتم المكوك مهمته يعود ثانيا إلى الأرض ويهبط طبقا لعملية هبوط ذات مسار معين يتابع فيه الهبوط ثم الصعود ثم الهبوط بغرض خفض درجة حرارة العازل الحراري وخفض السرعة. وفي المرحلة الأخيرة من الهبوط يتبع المكوك نظام هبوط الطيران الشراعي لعدم وجود محرك في المكوك إلى أن يرسو على الأرض. والمميز لمكوك الفضاء انه يستطيع القيام باكثر من رحلة.

## أنواع المحركات المستخدمة في المركبات الفضائية[1]
المحرك الكيميائي STAR-48
الصاروخ الكيميائي الأسرع على الإطلاق، محركه تم بناءه لأجل إطلاق الأقمار الصناعية وحديثاً تم إدراجه في مسبار نيو هورايزونز والذي أقلع في عام 2006، تم توليد الطاقة بناءاً على احتراق مزيج من بيركلورات الأمونيوم مع الألمنيوم والتي عززت المسبار المتجه لكوكب بلوتو بسرعة 3600 ميل/بالساعة تقريباً. وصلت نيو هورايزونز إلى كوكب بلوتو وقمره في شهر يوليو/تموز عام 2015.
- أول استخدام له في العام 1980

محرك الدفع الأيوني
نفاثات الأيون تعتمد على تأثير الكهرومغناطيسيه لتسريع جزيئات مشحونه إلى خارج المركبة الفضائية مولدة قوة دفع تصل إلى 50 ضعف من قوة الدفع المولدة من الصواريخ الكيميائية وهي تستخدم الآن في المقام الأول في محطات الأقمار الصناعية مثل NASA’s Deep Space 1 والتي اطلقت عام 1998 حيث تم استخدام مسبار يستخدم محرك أيوني من أجل الدفع الرئيسي للمرة الأولى. مركبة DAWN والتي تستكشف الآن حزام الكويكبات تستعمل محركاً من هذا النوع أيضاً.
- أول استخدام له في العام 1998

شراع شمسي
كما تعتمد الأشرعة الاعتيادية والتي تجمع زخم المومينتم (كمية الحركة) من الرياح، تعمل الأشرعة الشمسية إلا أنها هنا تعتمد على زخم أشعة الشمس فقط. القليل تم اختبارها في الفضاء حتى الآن من ضمنها IKAROS الياباني الناتج عن مجهود خاص أطلق عليه اسم LightSail أو الشراع الخفيف وNASA’s NanoSail-D. يعمل العلماء على صناعه مواد أخف وعلى المزيد من طرق النشر الموثوقة حيث كلاهما قد يعزز من السرعة.
- أول استخدام في رحلة بين الكواكب في العام 2010

محرك النبضة البلازمي EXTERNAL PULSED PLASMA PROPULSION
لربما نظام الدفع الأسرع الذي تمكن العلماء من بناءه حتى الآن. محرك الدفع النبضي الخارجي للبلازما قد يفجر المئات من الأسلحة النوويه خلف المركبة الفضائية، بحيث أن المركبة سوف تحلق أمام موجات الصدمة. لقد تمت دراسه الفكرة لأول مرة في العام 1940 إلا أنها غير قابلة للتنفيذ تقنياً.إلا أن تحقيق هذه الفكرة صعب حيث أن اطلاق مركبة محملة بالمئات من الأسلحة النووية بعيد كل البعد عن معايير السلامة.
- تم اختبار مبدأ العمل في العام 1957

المحرك الانصهاري FUSION ROCKETS
يشبه محركات الصواريخ الاعتيادية إلا أنه ذو مصدر حراري أكثر فعالية. الصواريخ الانصهارية ترفع حرارة الوقود وتقذفه إلى الخارج من الخلف. لا يزال العلماء يتلاعبون بالفكرة منذ دراسة ظهور دراسة علماء مجتمع ما بين الكواكب البريطاني Daedalus في العام 1970 . مؤخراً قام العلماء في مشروع ICAROS بتحديث دراسة دايدالوس بإعاده تخطيط الصواريخ الانصهارية باستخدام مزيد من التقنيات الحديثة. وحتى الانتهاء من الأبحاث التي تؤدي إلى إجراء اختبار الانصهار على الأرض تبقى الصواريخ بعيده المنال.
- موعد جاهزية المشروع في العام 2030

 محرك قيادة الانبعاج الزمكاني WARP DRIVE
إنها التكنولوجيا الوحيدة القادرة - من حيث المبدأ - على عبور الحاجز المقدس حاجز سرعة الضوء. مبدأ WARP DRIVE سيستخدم كميات كبيرة من الطاقة السالبة لخلق فقاعة في الزمكان. مما يؤدي لانكماش الزمكان أمام المركبة ويتوسع ورائها. بالتالي بدلا من السفر عبر الفضاء، فإن طائرة الانبعاج ستتمكن - وفق هذا المنطق - من السفر في الفضاء عبر ركوب التشوهات في الزمكان.
- موعد جاهزية المشروع: لم يتم التحديد بعد

## معرض صور

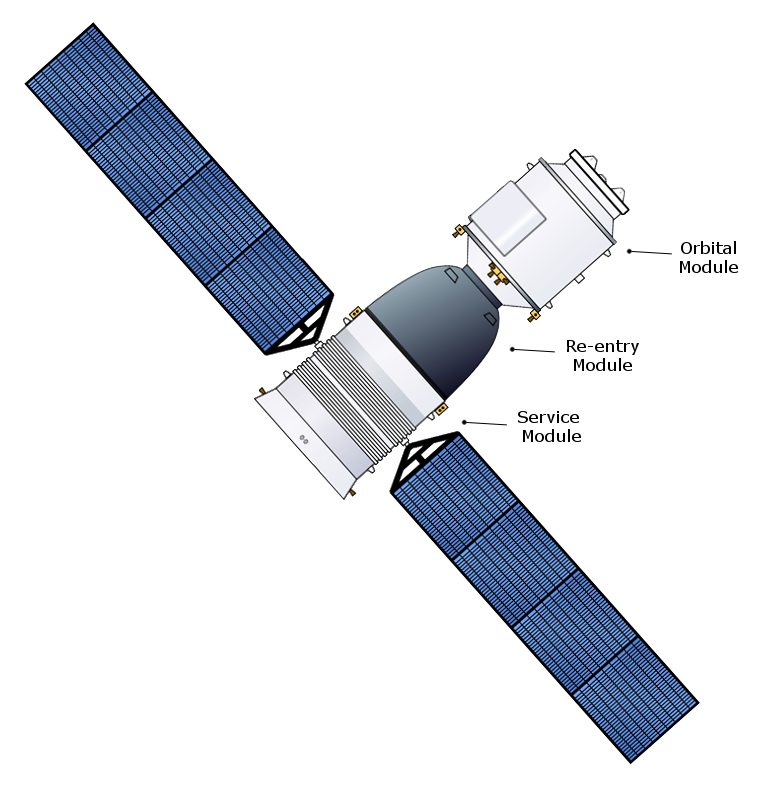